# 出部站
出部站（日语：／ Izue eki */?）是井原鐵道井原線的車站，位於岡山縣井原市下出部町。此車站的日文名稱為，當中是車站所在地方「出部」的平假名。

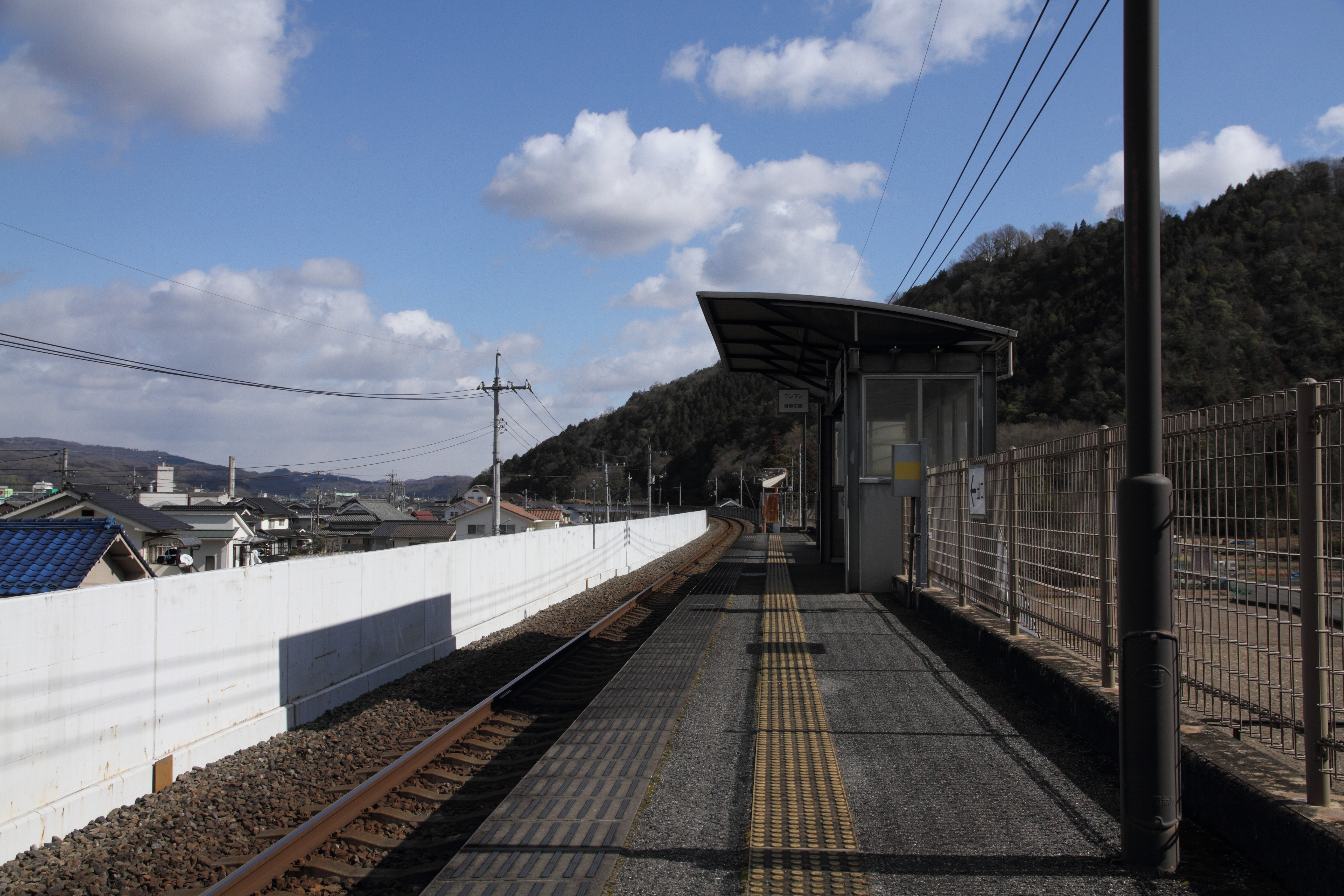
候車室與月台（2022年2月）

## 歷史
- 1999年（平成11年）1月11日 - 井原線開通，此站啟用[1]。

在車站東邊曾經設有井笠鐵道神邊線下出部站，在該站東邊設有同線的出部站。

## 車站構造
車站是一座高架車站，設有1面1線的單式月台。前往神邊方向的列車會開啟左邊車門。高架橋下設有公廁和單車停泊處等設施。車站出入口連接連接月台。此站是無人車站，沒有自動售票機。此站設有泊車轉乘設施，站前設有停車場，可停泊12架車輛。在站名牌的下半部分的圖案是距離車站6公里的經丸綠公園。

## 使用狀況
以下為1日平均乘車人次：
| 年度   | 1日平均 乘車人次 |
| ------ | ---------------- |
| 2018年 | 56               |

## 車站周邊
- 出部郵局
- Dio（日语：大黒天物産）井原店
- 國道313號（日语：国道313号）
- 賽艇售票處井原（Mini Boat Pier井原）（日语：児島競艇場） - 岡山縣內首個賽艇場外注投站（日语：競艇場外発売場），於2013年（平成25年）12月14日開業[4]。

## 相鄰車站
井原鐵道
■井原線
井原－出部－子守歌之里高屋

## 注腳
1. 1 2 3 4 5  . 鐵道畫刊 (鐵道畫刊社). 1999-04, 33 (4): 70–74.
2. ↑  , JTB: 106-107, 2000 （日语）
3. ↑  國土數値情報 不同站的上下車人次數據 （页面存档备份，存于） - 國土交通省，2019年9月3日參閲
4. ↑  . 山陽新聞 (山陽新聞社). 2013-12-14  [2014-08-07]. （原始内容存档于2013-12-15） （日语）.

## 外部連結
- 出部站 – 井原鐵道 （页面存档备份，存于）（日語）